# Cyphoprosopa lindneri
Cyphoprosopa lindneri är en tvåvingeart som beskrevs av James 1975. Cyphoprosopa lindneri ingår i släktet Cyphoprosopa och familjen vapenflugor.
Artens utbredningsområde är Madagaskar. Inga underarter finns listade i Catalogue of Life.